# Mons Herodotus

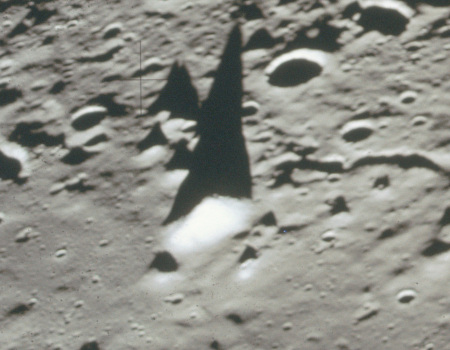
Vista oblicua desde el Apolo 15

El Mons Herodotus es una pequeña montaña lunar aislada, situada al norte del cráter Herodotus. Se encuentra en la escarpada meseta de Aristarchus y se eleva aproximadamente 1 km por encima del terreno circundante. Al sureste se localiza el fácilmente reconocible Vallis Schröteri por su perfil sinuoso.
| [[File:MontesHarbinger.jpg\|900px\|alt={{{Alt\|Localización del cráter Herodotus]] File:MontesHarbinger.jpgLocalización del cráter Herodotus                                                                               |
| [[File:FreudCraterLOC.jpg\|900px\|alt={{{Alt\|Localización del Mons Herodotus (cuadrante superior derecho de la imagen)]] File:FreudCraterLOC.jpgLocalización del Mons Herodotus (cuadrante superior derecho de la imagen) |

Debido a que carece de otros elementos de relieve cercanos, en condiciones favorables de iluminación arroja una marcada sombra fácilmente reconocible sobre el mar lunar circundante.

## Denominación
Debe su nombre al citado cráter cercano, que a su vez conmemora a Heródoto, geógrafo e historiador de la Grecia antigua. La denominación fue adoptada por la UAI en 1976.